# Mezőnyjáték akadályozása (krikett)
A krikettben a mezőnyjáték akadályozása az ütőjátékosok 10-féle kiesési módjának egyike. Rendkívül ritkán fordul elő. A krikett törvényei közül erről a kiesési módról a 37. számú szól.
Lényege, hogy az ütőjátékos kiesik, ha szándékosan szóval vagy tettekkel akadályozza a mezőnyjátékosok tevékenységét, beleértve azt az esetet is, hogy szándékosan azzal a kezével üt bele a dobójátékos által eldobott labdába, amelyikben nem az ütőt tartja. (2017 előtt ez a fajta kezezés, bár ugyanúgy kiesést vont maga után, de nem mezőnyjáték akadályozásának minősült, hanem önálló tényállás volt.)
Hogy pontosan mi számít a mezőnyjáték akadályozásának, annak eldöntése a játékvezető feladata, a szabályok csak néhány konkrét esetet említenek meg. Amikor az ütőjátékos megakadályozza, hogy egy mezőnyjátékos elkapást hajtson végre, az mindenképpen ide számít, de hogy a két ütős közül melyik esik ki, az függ attól, hogy melyik követte el a szabálytalanságot, és attól, hogy a dobás rossz dobásnak minősült-e. Ha ugyanis rossz dobás történt, akkor a zavarást elkövető ütős esik ki, de ha nem volt rossz dobás, akkor mindegy, melyikük hajtotta végre a zavarást, mindenképpen az aktív (a dobást fogadó) ütős fog kiesni. Szintén példaként említi a szabály azt az esetet, hogy az ütőjátékos, miközben a labda játékban van, a mezőnyjátékos beleegyezése nélkül visszajuttatja neki a labdát.
Ha az ütőjátékosok esetleg teljesítettek egy vagy több futást, mielőtt a mezőnyjátékot akadályozták volna, akkor ha nem elkapás megakadályozása történt, akkor megkapják a pontot (vagy pontokat) a teljesített futásokért, de ha elkapást akadályoztak meg, akkor nem.
Amennyiben a mezőnyjátékot akadályozó cselekedet nem volt szándékos vagy azért történt, hogy ezáltal elkerüljék valakinek a megsérülését, akkor az ütőjátékos nem esik ki.
Mivel a dobójátékosnak nincs érdeme abban, ha egy ütős mezőnyjáték akadályozása miatt esik ki, ezért a dobójátékos statisztikáihoz ilyenkor nem adnak hozzá egy szerzett kaput.

## Példák a nemzetközi krikettben
Ez a kiesési mód igen ritkán fordul elő, a nemzetközi krikettben is csak néhány példa volt rá eddig:
- Teszt krikettben az egyetlen játékos, aki így kiesett, Len Hutton volt 1951-ben.[3]
- Egynapos nemzetközi krikettben az első játékos a pakisztáni Ramíz Rádzsá volt 1987-ben, őt az indiai Mohindra Amarnáth követte 1989-ben, majd 2006-ban Inzamam al-Hak, 2013-ban Mohammad Hafíz és Ánvar Alí[4] is hasonlóan járt.